# Макуори
Остров Макуори (на английски: Macquarie Island) в Южния океан е антарктическо владение на Австралия.

## География
Разположен е на 1500 км югоизточно от о. Тасмания. Островът е дълъг 34 км и широк 5 км, с площ 128 км².

## История
Открит е от английския капитан Фредерик Хаселборо през 1810 г. Влиза в състава на щата Тасмания през 1900 г., става владение на Тасмания през 1978 г. Преминава под закрилата на ЮНЕСКО през 1997 г.